# Bürgerspitalskirche Maria am Rain

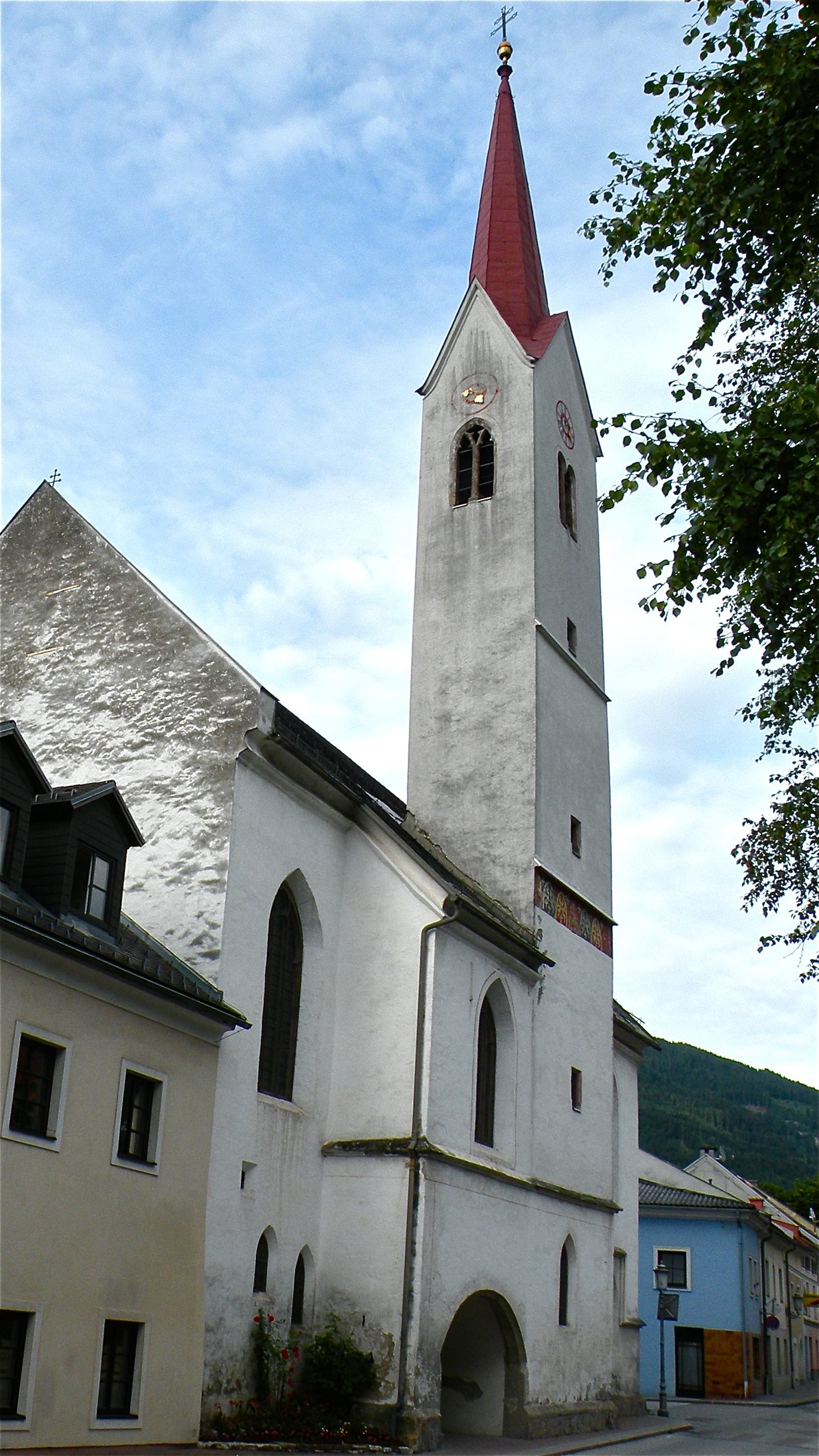
Spitalskirche Rottenmann

Die Bürgerspitalskirche Maria am Rain ist die Spitalkirche der Stadt Rottenmann in der Steiermark.
Die Rottenmanner Bürgerspitalskirche war 1341 in der sogenannten „Salzburger Vorstadt“ gegründet worden. Der jetzige Kirchenbau entstand in den Jahren von 1446 bis 1451 als ein beiderseits kreuzförmig um Kapellen erweiterter Saalbau mit übergangslosem Polygonschluss und südlich anschließendem schlanken Turm. Im Westteil des mit Rautensterngewölben überdeckten Kirchenraums ist eine Empore für die Angehörigen des Spitals eingebaut. Zum Zeitpunkt der Fertigstellung dieser Kirche versprach Kaiser Friedrich III. die Einrichtung eines Kollegiatstifts an ihr und übertrug die Verantwortung für dessen Etablierung und die Errichtung der erforderlichen Baulichkeiten dem königlichen Verwalter (Praetor) zu Rottenmann, Wolfgang Diez. 1455 wurden Augustiner-Chorherren aus dem Dorotheerkloster in Wien berufen, und 1464 erhielt die Institution eine Steuerbefreiung innerhalb des Burgfriedens von Rottenmann. Am 26. Mai 1479 befahl Friedrich III. wegen der aufziehenden Türkengefahr dem Pfleger zu Wolkenstein, Hanns Sachsperger, den Abbruch der Stiftsgebäude mit Ausnahme der Spitalkirche und der vom Spital genützten Räumlichkeiten. Das Stift selbst übersiedelte 1480 mit Zustimmung des Salzburger Erzbischofs Bernhard von Rohr an die Stadtpfarrkirche Rottenmann innerhalb der Stadtmauern. Aus der Spitalkirche wurde dabei der aus Zirbenholz geschnitzte spätgotische Betstuhl transferiert, der das Wappen Kaiser Friedrichs und seiner Gemahlin Eleonore von Portugal zeigt.
An der Kirche wurde 1536 von Johann Christoph von Rappach das Bürgerspital gestiftet. Im 18. Jahrhundert erhielt die Kirche eine barocke Neuausstattung, darunter einen Säulenhochaltar aus der Werkstatt von Balthasar Prandtstätter. Beim Rottenmanner Stadtbrand am Palmsonntag des Jahres 1881 wurde auch die Spitalkirche betroffen, die beim anschließenden Wiederaufbau  mit einem neogotischen Turmhelm versehen wurde.